# Neville Garrick
Neville Garrick (ur. 28 lipca 1950, zm. 14 listopada 2023) –  grafik, fotograf i filmowiec jamajskiego pochodzenia, żyjący w Los Angeles.
Jest znany z tworzenia okładek wielu albumów Boba Marleya. Współpracował również z takimi wykonawcami jak Burning Spear, Steel Pulse. Napisał także książkę pt. "A Rasta's Pilgrimage: Ethiopian Faces and Places".